# Катастрофа Іл-18 у Луанді
Катастрофа Ил-18 у Луанді — авіаційна катастрофа, що сталася 26 березня 1979 року в аеропорту Луанди з вантажним Іл-18Д східнонімецької компанії Interflug. У результаті цієї катастрофи загинули всі 10 осіб на борту.

## Передісторія
З моменту здобуття Анголою незалежності в 1975 році влада в країні перебувала в руках Партії праці, якій СРСР та соціалістичний блок надавали підтримки. Підтримкою соцкраїн також користувався Союз африканського народу Зімбабве (ЗАПУ), який воював за скасування апартеїду в Південній Родезії. Для запланованого наступу ЗАПУ в порт Луанди з НДР морем було доставлено важкі озброєння, які планувалося повітрям переправити в Замбію, що межувала з Південною Родезією і теж підтримувала ЗАПУ. Але оскільки ангольська авіакомпанія TAAG не могла самостійно впоратися з таким об’ємом, було додатково зафрахтовано вантажний Іл-18 компанії Interflug, який повинен був перевезти в цілому 500 тонн озброєнь. У зв’язку з тим, що перевезення таких вантажів заборонялася міжнародними домовленостями, операція проводилася таємно. Літак прибув до Луанди, де екіпаж і технічний персонал мусили знаходитися до виконання завдання.

## Літак
Літак Іл-18Д з реєстраційним номером DM-STL (заводський — 186009402, серійний 094-02) був випущений заводом «Знамя Труда» в червні 1966 року. У вересні поступив в авіакомпанію «Interflug», де використовувався для пасажирських перевезень. У січні 1974 літак було переобладнано для перевезення вантажів.

## Катастрофа
26 березня 1979 року літак зі злітною вагою 60,5 тонн приготувався до вильоту в Лусаку. Однак, на 56 секунді розбігу по смузі 23 сталася відмова двигуна №2. Командир корабля Дітер Хартманн вирішив перервати зліт, але залишкової довжини смуги вже не вистачало для безпечної зупинки. На великій швидкості літак  вийшов за межі смуги, зіткнувся з антеною КГС, зруйнувався і загорівся. Загинули всі 4 члени екіпажу і 6 пасажирів, що супроводжували вантаж.

## Розслідування
Розслідування здійснювалося комісією Інтерфлюга під керівництвом гендиректора компанії, генерал-майора Клауса Хенкеса. Комісія встановила, що рішення перервати зліт було помилковим, оскільки швидкість у момент його прийняття становила 268 км/год, що вже перевищувало мінімальну злітну швидкість при відмові одного двигуна (222 км/год). КПС спочатку спробував відірвати літак від землі, незважаючи на відмову, але потім перервав цю спробу, можливо, побоюючись, що для перевантаженого літака і при температурі повітря понад +30 °C тяги решти двигунів не вистачить.

## Наслідки
Оскільки Ангола перебувала в ICAO, публікація результатів розслідування була обов'язковою. Але у зв'язку з характером вантажу, деякі деталі події було засекречено. У представленому звіті вказувалося, що літак перевозив продовольство та гуманітарну допомогу.
Політбюро СЄПН ухвалило рішення завершити операцію з перекидання вантажу і 31 березня схвалило пропозицію Хенкеса послати до Анголи ще один борт. Інший Іл-18 (реєстр. DM-STP) прибув до Луанди 2 квітня 1979, поставлене завдання екіпаж виконав.